# Ijiwaru Love Devil
Ijiwaru Love Devil (いじわるらぶ・デビル) est un shōjo manga créé par An Nakahara. Il a été publié en 2003 dans le magazine Ciao par l'éditeur Shōgakukan et comporte un unique volume.

## Synopsis
Yui est une très jolie petite fille d'école primaire. Un beau jour, elle est surprise quand son père apporte un ours en peluche somptueux à la maison : un cadeau pour elle. Elle a un choc quand elle découvre que cet ours en peluche est possédé par un démon qui s'avérera être beau garçon aux ailes de chauve-souris noires. Une histoire d'amour naît entre Yui et Kyan.